# Amy Klobuchar
Amy Klobuchar Jean (Plymouth, 25 de maio de 1960) é uma política e advogada americana, executando o cargo de Senadora do Minnesota. Ela é membro do Partido Democrata-Farmer-Labor de  Minnesota, uma filial do Partido Democrata. Ela é a primeira mulher a ser eleita senadora de Minnesota e é uma das 17 senadoras mulheres servindo dos Estados Unidos.
Concorreu nas primárias do Partido Democrata para a eleição presidencial de 2020 mas logo abandonou a corrida e endossou o eventual vencedor Joe Biden.

## Biografia
Amy é filha de Jim Klobuchar e Rose Katherine Heuberger, crescendo numa família de classe média, com raízes imigrantes.

### Carreira política
Klobuchar foi eleita Procuradora de Hennepin em 1999, ocupou o cargo até 2007 quando tomou posse no senado federal.
Tornou-se famosa na sua inquirição a Brett Kavanaugh para a sua admissão à Suprema Corte dos Estados Unidos.

### Histórico Eleitoral
Senadora do Minnesota (2006)
| Candidato     | Partido                | Votos     | %      |
| ------------- | ---------------------- | --------- | ------ |
| Amy Klobuchar | Democrata-Farmer Labor | 1 278 849 | 58,06% |
| Mark Kennedy  | Republicano            | 835 653   | 37,94% |

Procuradora de Hennepin (2002)
| Candidato     | Partido | Votos   | %     |
| ------------- | ------- | ------- | ----- |
| Amy Klobuchar |         | 380 632 | 98,7% |
| Brancos       |         | 4 829   | 1,3%  |

Procuradora de Hennepin (1998)
| Candidato            | Partido | Votos   | %     |
| -------------------- | ------- | ------- | ----- |
| Amy Klobuchar        |         | 223 416 | 50,3% |
| Sheryl Ramstad Hvass |         | 219 676 | 49,4% |